# Lüttich–Bastogne–Lüttich 1997
Das 83. Lüttich–Bastogne–Lüttich war ein belgisches Straßenradrennen. Das Monument des Radsports wurde am Sonntag, den 20. April 1997 über eine Distanz von 262 km ausgetragen. Sieger wurde Michele Bartoli (MG Maglificio-Technogym) vor Laurent Jalabert und Gabriele Colombo.

## Teilnehmende Mannschaften
| MG Boys Maglificio-Technogym ONCE Batik-Del Monte | Team Polti Française des Jeux Mapei-GB | Lotto-Mobistar Festina-Lotus Saeco | Asics-CGA Rabobank TVM-Farm Frites | Team Telekom GAN Scrigno-Gaerne | Roslotto-ZG Mobili Casino Cofidis-Le Crédit par Téléphone | US Postal Refin-Mobilvetta Banesto |

| Mercatone Uno | Vlaanderen 2002-Eddy Merckx |

## Anstiege
| Nr. | Name                        | km    |
| --- | --------------------------- | ----- |
| 1   | Côte de la Roche-en-Ardenne | 81    |
| 2   | Côte de Mormont             | 118   |
| 3   | Côte de Wanne               | 154   |
| 4   | Côte des Hézalles           | 163   |
| 5   | Côte d'Aisomont             | 171   |
| 6   | Côte de Stockeu             | 178   |
| 7   | Côte de la Haute-Levée      | 183,5 |
| 8   | Côte du Rosier              | 195,5 |
| 9   | Côte de la Vecquée          | 208   |
| 10  | Côte de la Redoute          | 225   |
| 11  | Côte de Sprimont            | 230,5 |
| 12  | Côte des Forges             | 235   |
| 13  | Côte du Sart-Tilman         | 247   |

## Ergebnis
| Platz | Fahrer              | Team                    | Zeit         |
| ----- | ------------------- | ----------------------- | ------------ |
| 1     | Michele Bartoli     | MG Maglificio-Technogym | 7h 09' 45"   |
| 2     | Laurent Jalabert    | ONCE                    | + 8"         |
| 3     | Gabriele Colombo    | Gewiss Playbus          | + 21"        |
| 4     | Luc Leblanc         | Team Polti              | + 22"        |
| 5     | Maximilian Sciandri | Française des Jeux      | + 27"        |
| 6     | Johan Museeuw       | Mapei-GB                | gleiche Zeit |
| 7     | Beat Zberg          | Mercatone Uno           | gleiche Zeit |
| 8     | Marco Pantani       | Mercatone Uno           | gleiche Zeit |
| 9     | Laurent Madouas     | Lotto–Mobistar–Isoglass | gleiche Zeit |
| 10    | Mauro Gianetti      | Française des Jeux      | gleiche Zeit |